# Liste der Bodendenkmäler in Rugendorf
Auf dieser Seite sind die Bodendenkmäler in der oberfränkischen Gemeinde Rugendorf zusammengestellt. Diese Tabelle ist eine Teilliste der Liste der Bodendenkmäler in Bayern. Grundlage ist die Bayerische Denkmalliste, die auf Basis des Bayerischen Denkmalschutzgesetzes vom 1. Oktober 1973 erstmals erstellt wurde und seither durch das Bayerische Landesamt für Denkmalpflege geführt wird. Die folgenden Angaben ersetzen nicht die rechtsverbindliche Auskunft der Denkmalschutzbehörde.

## Bodendenkmäler der Gemeinde Rugendorf

### Bodendenkmäler in der Gemarkung Gössersdorf
| Lage                   | Objekt | Akten-Nr.     | Bild |
| ---------------------- | --- | ------------- | ---- |
| Gössersdorf (Standort) | Freilandstation des Paläolithikums und des Mesolithikums sowie Siedlung des Neolithikums und vermutlich Wüstung des Spätmittelalters. | D-4-5834-0001 |      |

### Bodendenkmäler in der Gemarkung Rugendorf
| Lage                 | Objekt | Akten-Nr.     | Bild |
| -------------------- | --- | ------------- | ---- |
| Rugendorf (Standort) | Verebneter mittelalterlicher Turmhügel. | D-4-5734-0018 |      |
| Rugendorf (Standort) | Mittelalterlicher Burgstall. | D-4-5734-0019 |      |
| Rugendorf (Standort) | Freilandstation des Paläolithikums und des Mesolithikums. | D-4-5734-0042 |      |
| Rugendorf (Standort) | Siedlung des Spätneolithikums. | D-4-5734-0045 |      |
| Rugendorf (Standort) | Siedlung vorgeschichtlicher Zeitstellung. | D-4-5734-0046 |      |
| Rugendorf (Standort) | Untertägige Teile der frühneuzeitlichen Pfarrkirche in Rugendorf, Fundamente mittelalterlicher Vorgängerbauten sowie Körpergräber des Mittelalters und der Neuzeit. | D-4-5734-0074 |      |
| Rugendorf (Standort) | Verebnete Grabhügel vorgeschichtlicher Zeitstellung. | D-4-5834-0009 |      |
| Rugendorf (Standort) | Grabhügel vorgeschichtlicher Zeitstellung. | D-4-5834-0010 |      |
| Rugendorf (Standort) | Freilandstation des Mittelpaläolithikums und Siedlung des Spätneolithikums.                                                                                         | D-4-5834-0073 |      |
| Rugendorf (Standort) | Freilandstation des Mittelpaläolithikums. | D-4-5834-0074 |      |
| Rugendorf (Standort) | Freilandstation des Mesolithikums und Siedlung des Neolithikums. | D-4-5834-0075 |      |
| Rugendorf (Standort) | Freilandstation des Mesolithikums und Siedlung des Spätneolithikums.                                                                                                | D-4-5834-0076 |      |
| Rugendorf (Standort) | Siedlung vor- und frühgeschichtlicher Zeitstellung. | D-4-5834-0150 |      |

### Bodendenkmäler in der Gemarkung Seibelsdorf
| Lage                   | Objekt                     | Akten-Nr.     | Bild |
| ---------------------- | -------------------------- | ------------- | ---- |
| Seibelsdorf (Standort) | Siedlung des Neolithikums. | D-4-5734-0106 |      |